# Rupert Tristram Oliver Cary
Rupert Tristram Oliver Cary, britanski general, * 1896, † 1980.